# Gertrud Haemmerli-Schindler
Gertrud Haemmerli-Schindler, född 1893, död 1978, var en schweizisk feminist.
Hon spelade en framträdande roll i kampanjen för införandet av rösträtt för kvinnor i Schweiz, och var ordförande för Bund Schweizerischer Frauenvereine 1949-1955. 